# Messapus
Messapus is een geslacht van spinnen uit de familie van de loopspinnen (Corinnidae).

## Soorten
- Messapus martini Simon, 1898
- Messapus secundus Strand, 1907